# Gish Bar Patera
Gish Bar Patera est une caldeira volcanique en forme de patera située sur Io, satellite galiléen de Jupiter, par 16,2° N et 90,3° W. Elle a été nommée d'après le dieu solaire babylonien Gish Bar. Son nom a été approuvé par l'UAI en 1997,. 
Cette structure mesure 106,3 × 115,0 km et représente une superficie de 9 600 km2. Elle se trouve au nord-est de Bosphorus Regio et au nord-ouest de Media Regio, au sud-ouest de Gish Bar Mons, une montagne de 11 km, non loin d'Ah Peku Patera et de Monan Patera.
La sonde Galileo a détecté plusieurs éruptions volcaniques de Gish Bar Patera dans le passé, plus particulièrement en 1996, et en août 2001. La partie occidentale de la patera est particulièrement verte, avec quelques taches brillantes, alors que la partie orientale est plus orange. La zone nord-ouest, active, a une surface marbrée caractéristique d'une zone d'éruption à répétition. Les coulées de lave de ce volcan pourraient être composées de silicates.